# Эйтель Фридрих IV Гогенцоллерн-Гехинген
Эйтель Фридрих IV Гогенцоллерн (нем. Eitel Friedrich IV. von Hohenzollern; 7 сентября 1545, замок Зигмаринген — 16 января 1605, Хехинген) — 1-й граф Гогенцоллерн-Гехинген под именем Эйтеля Фридриха I (1576—1605), основатель линии Гогенцоллерн-Гехингенов.

## Биография
Старший из выживших сыновей графа Карла I Гогенцоллерна (1516—1576) от брака с Анной (1512—1579), дочерью маркграфа Эрнста Баден-Дурлахского.
В 1576 году после смерти Карла I Гогенцоллерна его владения (графство Цоллерн) было разделено между тремя сыновьями (Эйтелем Фридрихом, Карлом и Кристофом). Старший сын Эйтель Фридрих IV получил во владение замок Хехинген и стал основателем ветви Гогенцоллерн-Гехинген, второй сын Карл II унаследовал замок Зигмаринген и стал родоначальником линии Гогенцоллерн-Зигмаринген, а младший сын Кристоф получил замок Хайгерлох и основал ветвь Гогенцоллерн-Хайгерлох.
В состав графства Гогенцоллерн-Гехинген вошли замок Хехинген и два монастыря в Рангендингене.
Граф Эйтель Фридрих реорганизовал администрацию в своих владениях, которыми пренебрегали его предшественники. Он издал строгие охотничий закон и отрегулировал лесное хозяйство, что привело к ряду бунтов.
В своей резиденции граф построил новый замок в стиле ренессанса. В 1585 году он и его жена основали францисканский монастырь Св. Луки в Хехингене. Он также инициировал ряд строительных проектов, в том числе строительство церкви в аббатстве Святого Луция, больницы и нижней замковой башни. Его резиденция стала культурным и музыкальным центром.
В январе 1605 года граф Эйтель Фридрих скончался и был похоронен в церкви монастыря Святого Луция в Хехингене.

## Браки и дети
Эйтель Фридрих был трижды женат. 22 июня 1568 года он женился первым браком на Веронике (ум. 1573), дочери графа Карла I Остенбурга. Брак был бездетным.
14 ноября 1574 года в Месскирхе вторично женился на Сибилле (1558—1599), дочери графа Фробена Кристофа фон Циммерна (1519—1566). Супруги имели четырёх детей:
- Эрнест (род. 1575 и умер в молодости)
- Иоганн Георг (1577—1623), граф Гогенцоллерн-Гехинген (1605—1623), 1-й князь Гогенцоллерн-Гехинген (1623). Женат с 1598 года на графине Франциске Зальм-Нёфвилле (ум. 1619)
- Максимилиана (1580—1633)
- Иоганна (1581—1634), муж с 1602 года князь Иоганн Гогенцоллерн-Зигмаринген (1578—1638)

1 марта 1601 года в третий раз женился на Иоганне (ум. 1633), дочери графа Филиппа Эберштайна (1523—1589). Брак был бездетным.